# Pueblo tadju
El pueblo tadju (también conocido como bokoruge, dago, dajo, dadju, daju, tagu o koska), es un grupo étnico de origen nilótico integrado en varias de sus comunidades al complejo de pueblos hadjarai, y en otros casos con los maba y los fur. Se encuentran principalmente en el centro-sur de Darfur, al oeste de Sudán, región de Goz Beida, al sur de Uadai y en la región de Mongo, en la subprefectura de Guéra en Chad.
Hay indicios de que sus ancestros habitaron la Nubia cristiana, al noreste de Sudán. De allí se habrían trasladado a la región fronteriza con el actual Chad donde fundaron un reino entre los siglos XII y XIV. Recibieron una invasión del grupo árabe tunjur que depuso a la dinastía tadju y parte de su pueblo se retiró con ellos a zonas periféricas para evitar la asimilación. Desde entonces se dividieron e integraron con otras etnias del entorno. En este contexto se reconocen siete culturas que si bien mantienen su individualidad, se reconocen descendientes del tronco común étnico y lingüístico tadju, ellas son los beygo, dar daju daju, dar fur daju, dar sila daju, njalguiguie (ngulngule), logorik y shatt.
(Joshua)
Las lenguas tadju tenían unos 330.800 hablantes a 2016. Según estudios etno-religiosos, la gran mayoría de la población es musulmana suní, aunque existen pequeñas comunidades cristinas y la espiritualidad tradicional étnica mantiene vigencia en las familias. (Gonen, 246)

## Idioma
El idioma tadju pertenece al filo de lenguas nilosaharianas, dentro de la rama sudanesa del este. Se divide en siete grandes grupos:
- Tadju del este, que comprende las lenguas logorik[14] y las shatt.[15]
- Tadju del oeste, que integran las lenguas baygo,[10] daju dar daju,[11] daju dar fur, daju dar sila y njalgulgule.[13]

El idioma tadju se puede dividir en tres variedades regionales. La similitud léxica entre las tres variedades supera el 90 por ciento, y las diferencias son solo fonéticas.

## Historia
Desde el siglo XII el pueblo tadju formó parte de la dinastía reinante de Darfur  y dominó Uadai en el siglo XV. Las estimaciones de población tadju de Chad son particularmente poco confiables debido a su integración actual con el pueblo maba y la práctica de matrimonios mixtos con elementos árabes y grupos hadjeray como los kenga.
Llamándose a sí mismos koska, los tadju fueron expulsados de Darfur en el siglo XV por los tunjur, y luego se dividieron en dos grandes grupos. No llegaron a Dar Sila hasta una fecha muy posterior (principios del siglo XVIII), y a las inmediaciones de Mongo recién en el siglo XIX. Desde el siglo XVIII, la mayoría de los tadju han estado bajo el dominio del reino Uadai. Aunque se convirtieron al Islam (y su idioma sudanés fue reemplazado rápidamente por el árabe), conservaron muchas creencias y cultos preislámicos que son similares a los de kenga con los que cohabitan en la misma región. En Darfur, Sudán, los tadju se consideran uno de los grupos de población más antiguos de la región.